# Konkurs
Konkurs (в переводе со швед. — «банкротство») — третий студийный альбом шведской DSBM-группы Lifelover, выпущенный 10 октября 2008 года на лейбле Avantgarde Music.

## Отзывы критиков
Альбом получил крайне положительные отзывы от музыкальных критиков. Ян Вишковский из metal.de описал Konkurs как «невероятно эмоциональный, самодостаточный и волнующий альбом, который почти убивает слушателя», а также назвал его лучшим альбомом года. Лукас в рецензии для Metal Storm написал: «Konkurs — это достойное продолжение и новая глава в жизни уникальной группы Lifelover». Вольф-Рудигер Мульманн из Rock Hard, как и Ян Вишковский, назвал Konkurs альбомом года и написал, что группа сумела создать «абсолютный шедевр».
Альбом занял 17 место в списке «20 лучших альбомов 2008 года» по версии портала Metal Storm.

## Список композиций
| №                   | Название                       | Длительность |
| ------------------- | ------------------------------ | ------------ |
| 1.                  | «Shallow»                      | 6:28         |
| 2.                  | «Mental Central Dialog»        | 3:59         |
| 3.                  | «Brand»                        | 4:17         |
| 4.                  | «Cancertid»                    | 4:58         |
| 5.                  | «Konvulsion»                   | 3:15         |
| 6.                  | «Twitch»                       | 3:23         |
| 7.                  | «Narcotic Devotion»            | 4:21         |
| 8.                  | «Alltid – aldrig»              | 4:32         |
| 9.                  | «Stängt p.g.a. Semester»       | 5:54         |
| 10.                 | «Original» (инструментал)      | 3:21         |
| 11.                 | «Bitter reflektion»            | 5:14         |
| 12.                 | «Mitt annexia»                 | 3:23         |
| 13.                 | «Spiken i kistan»              | 5:20         |
| 14.                 | «En tyst minut» (инструментал) | 1:00         |
| Общая длительность: | Общая длительность:            | 59:25        |

## Участники записи
- () — вокал, гитара
- B — вокал, гитара, пианино
- H. — гитара
- Fix — бас-гитара
- 1853 — мелодекламация